# 秋田県道159号船越停車場線
秋田県道159号船越停車場線（あきたけんどう159ごう ふなこしていしゃじょうせん）は、秋田県男鹿市を通る一般県道である。

## 概要
当路線は、男鹿市船越字新町のJR東日本 男鹿線 船越駅からほぼ南へ150m進み、船越字本町で秋田県道104号男鹿昭和飯田川線に合流する短距離路線である。終点（県道104号）を直進すると国道101号へ行き当たる。

### 路線データ
- 総延長 : 0.145 km[2]
- 実延長 : 0.145 km[2]
- 起点 : 秋田県男鹿市船越字狐森32（船越駅）[3]北緯39度54分15.86秒 東経139度56分49.04秒
- 終点 : 秋田県男鹿市船越字本町3番4（船越駅前交差点、秋田県道104号男鹿昭和飯田川線交点）[3]北緯39度54分11.28秒 東経139度56分46.85秒
- 未供用区間 : なし[2]

## 歴史
- 1959年（昭和34年）2月17日 - 秋田県道に認定される[3]。

## 路線状況

### 冬期閉鎖区間
- なし[4]

### 交通不能区間
- なし[5]

## 地理

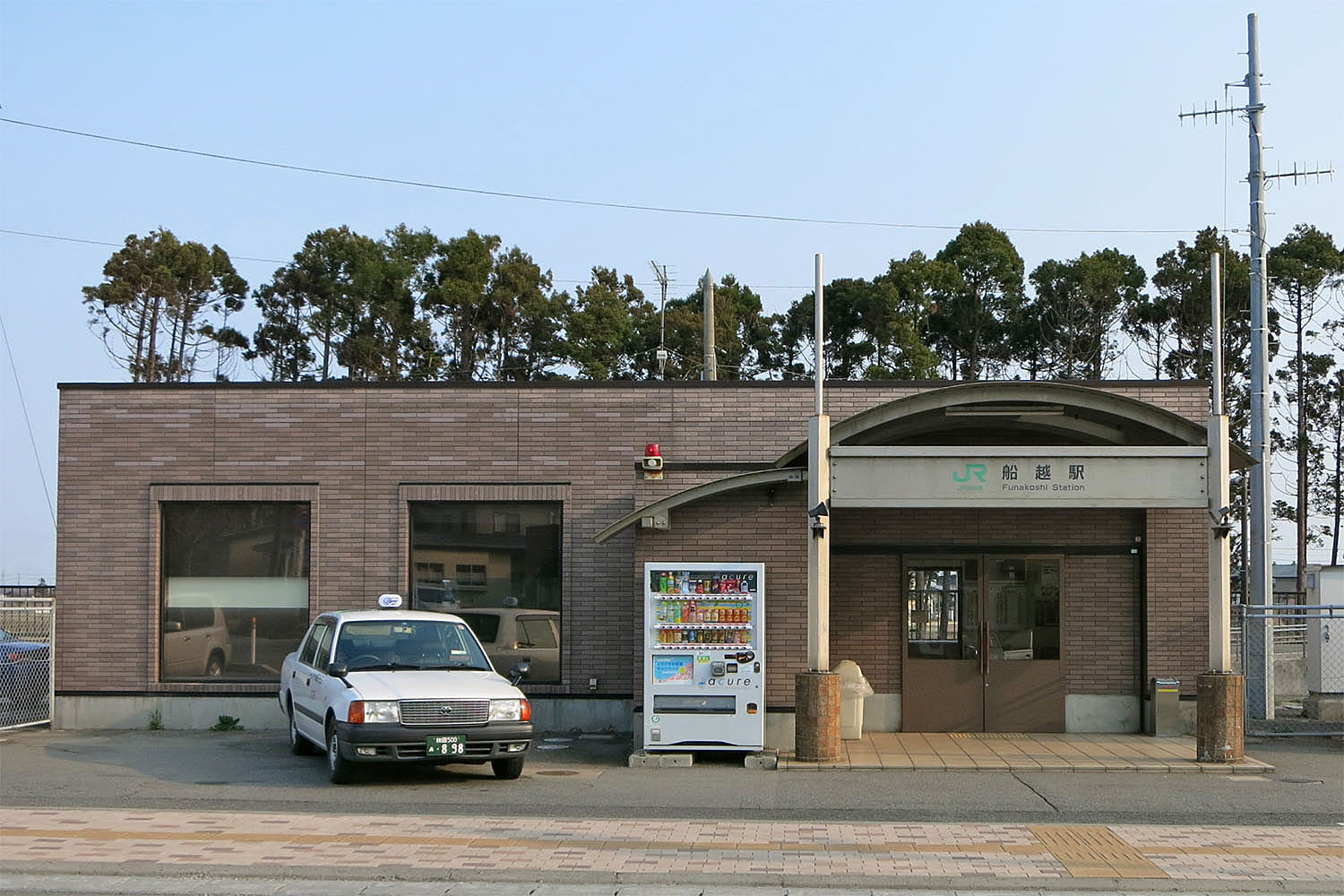
起点・船越駅

### 交差する道路
| 施設名         | 接続路線名                    | 備考 | 所在地           |
| -------------- | ----------------------------- | ---- | ---------------- |
| 〈船越駅〉     |                               | 起点 | 男鹿市船越字狐森 |
| 船越駅前交差点 | 秋田県道104号男鹿昭和飯田川線 | 終点 | 男鹿市船越字本町 |

### 沿線の施設
- JR東日本 男鹿線 船越駅
- 北都銀行船越支店（終点付近）